# Shyamal Mitra
Shyamal Mitra (nacido el 14 de enero de 1929 - 15 de noviembre de 1987) fue un cantante, compositor y productor indio de origen bengalí. 
Junto con Hemanta Mukherjee y Manna Dey, era conocido como el más notable músico de la época de oro de la industria de la música bengalí. Su voz de barítono refleja una gama de emociones. Además de su grabación de un gran número de canciones populares básicas bengalíes, también trabajó como cantante de playback en más de 100 películas bengalíes y dirigió como director musical, en más de cincuenta películas bengalíes. También cantó en otros idiomas de la India, como el hindi, asamés y Oriya.

## Biografía
Shyamal Mitra nació en Naihati, una ciudad cerca de Calcuta, India. Su padre fue el doctor Kumar Sadhan Mitra. Su padre quería que siguiera sus pasos para llegar a ser médico, pero él estaba muy interesado por la música y siempre se ha inspirado por su madre y por el cantante local Mrinal Kanti Ghosh. Las personas asociadas con el I.P.T.A., un movimiento que solía visitar la casa de Sadhan-babu, esto le dio la oportunidad a Shyamal Mitra junto a otros jóvenes, entrar en contacto con Salil Chowdhury. Shyamal Mitra y su hermana más joven, Reba, solían cantar a dúo una canción titulada "O Aalor Pathajatree", durante el camino para la IPTA.
Shyamal Mitra aistió al Hooghly Mohsin College, después a la Universidad de Calcuta, esto por su título de graduación. Allí conoció a Satinath Mukhopadhyay, otro destacado exponente de la música moderna. Satinath lo animó y desde entonces Shyamal Mitra, llegó a Calcuta y se reunió con Sudhirlal Chackraborty. Ese fue el punto de inflexión de su vida. Comenzó a luchar hasta que él tuvo la oportunidad de reproducir su música en "Sunandar Biye", con Supriti Ghosh en 1949, y grabó sus primeros temas musicales básicas en HMV, bajo la supervisión de Sudhirlal Chackraborty. Después de la triste desaparición de Sudhirlal Chackraborty en 1952, grabó su última canación titulada "Smriti Tumi Bedonar". Ese fue el punto de inflexión que nunca miró hacia atrás después de eso. Se convirtió en uno de los cantantes y compositores más importantes de su país.

## Composiciones
| Película                      | Año  |
| ----------------------------- | ---- |
| Lakh Taka                     | 1953 |
| Joy Maa Kali Boarding         | 1955 |
| Jamalaye Jibonto Manush       | 1958 |
| Deli Passenger                | 1958 |
| Bhranti                       | 1959 |
| Sokher Chor                   | 1960 |
| Hashi Sudhu Hashi Noi         | 1963 |
| Bhranti Bilash                | 1963 |
| Deya Neya                     | 1963 |
| Saptarshi                     | 1964 |
| Trishna                       | 1965 |
| Rajkanya                      | 1965 |
| Kheya                         | 1967 |
| Hotath Dekha                  | 1967 |
| Gor Nashimpur                 | 1968 |
| Bibaha Bibhrat                | 1969 |
| Duranta Charai                | 1969 |
| Samantaral                    | 1970 |
| Padmagolap                    | 1970 |
| Pratibad                      | 1971 |
| Janani                        | 1971 |
| Jiban Jiggasha                | 1971 |
| Bhanu Goyenda Jahar Assistant | 1971 |
| Andha Atit                    | 1972 |
| Banpalashir Padabali          | 1973 |
| Chithi                        | 1973 |
| Amanush                       | 1974 |
| Phulu Thakurma                | 1975 |
| Ami Se O Sokha                | 1975 |
| Rajbangsha                    | 1977 |
| Ajashra Dhonnyobad            | 1977 |
| Jaal Sanyashi                 | 1977 |
| Anand Ashram                  | 1977 |
| Bandi                         | 1978 |
| Nishan                        | 1978 |
| Dhanraj Tamang                | 1978 |
| Priyatama                     | 1980 |
| Khana Baraha                  | 1981 |
| Bandi Balaka                  | 1981 |
| Kalankini                     | 1981 |
| Maayer Ashirbaad              | 1982 |
| Maatir Sorgo                  | 1982 |
| Songsarer Itikotha            | 1983 |
| Kenaram Becharam              | 1986 |
| Mohamilan                     | 1987 |
| Ekaki                         | 1990 |

## Como cantante de playback
| Película                        | Año  |
| ------------------------------- | ---- |
| Sunandaar Biye                  | 1951 |
| Antaraal                        | 1965 |
| Aakashpradeep                   | 1963 |
| Asamaptaa                       | 1956 |
| Aabak Prithivi                  | 1959 |
| Onno Maati Onno Rong            | 1971 |
| Angikaar                        | 1966 |
| Abhaya O Shrikanto              | 1965 |
| Oshru Diye Lekha                | 1966 |
| Agnisikha                       | 1962 |
| Andhar Surya                    | 1969 |
| Alo Andhare                     | 1974 |
| Bodhubaran                      | 1967 |
| Baaluchori                      | 1968 |
| Bhagya                          | 1971 |
| Bhagabaan ShriShriRamakrishna   | 1955 |
| Bhanu Pelo Lottery              | 1958 |
| Chutir Ghonta                   | 1976 |
| Deep Nebhe Nai                  | 1964 |
| Dashhu Mohan                    | 1955 |
| Dwiper Naam Tiarang             | 1963 |
| Dersho Khokaar Kando            | 1959 |
| Eaktaara                        | 1957 |
| E Johor Se Johor Noy            | 1959 |
| Hangshamithun                   | 1968 |
| Cheenamukh / Kaantataar         | 1964 |
| Kamallata                       | 1969 |
| Kaajal                          | 1962 |
| Kostipathar                     | 1964 |
| Kothin Maaya                    | 1961 |
| Keri Saheber Munshi             | 1961 |
| Kono Eakdin                     | 1960 |
| Kichukhhon                      | 1959 |
| Krishnarjun                     | 1982 |
| Laalpathor                      | 1964 |
| Maahut Bondhure                 | 1959 |
| Maayar Songsaar                 | 1962 |
| Muktisnaan                      | 1970 |
| Mohalogno                       | 1965 |
| Maamlar Phol                    | 1956 |
| Noder Nimai                     | 1960 |
| Nirdharito Silpir Onuposthitite | 1959 |
| Nishipadma                      | 1970 |
| Nokol Sona                      | 1973 |
| Prostor Sakhhor                 | 1967 |
| Pandober Bonobaas               | 1966 |
| Panna Hire Chuni                | 1969 |
| Roktorekha                      | 1968 |
| Rajodrohi                       | 1966 |
| Raat Bhore                      | 1955 |
| Ruposhi                         | 1970 |
| Saapmochon                      | 1955 |
| Sagarika                        | 1956 |
| SriKrishna Sudama               | 1955 |
| Sindur                          | 1957 |
| Sashibabur Songsaar             | 1959 |
| Silalipi                        | -    |
| Sunobaranari                    | 1960 |
| Sohorer Itikotha                | 1960 |
| Sona Boudi                      | 1970 |
| Saraswatir Protigga             | -    |
| Taa Hole                        | 1964 |
| Upohaar                         | 1955 |
| Utsorgo                         | 1983 |
| Mondomodhur                     | 1981 |
| Nishitrishna                    | 1978 |
| Aami Ratan                      | 1979 |
| Noya Michil                     | 1972 |
| Daabi                           | 1974 |
| Bonpalashir Podaboli            | 1972 |
| Ogo Suncho                      | 1957 |
| Bonjotsna                       | 1969 |
| Sachimaar Songsaar              | 1971 |
| Biraaj Bou                      | 1972 |
| Ekadoshi                        | -    |
| Tir Bhanga Dheu                 | 1977 |
| Roktojoba                       | 1985 |
| Sare Chuattor                   | 1953 |
| G T Road                        | 1979 |
| Behula Lokhindor                | 1977 |
| Bhagyalipi                      | 1979 |
| Dub De Mon Kali Bole            | 1979 |
| Haashitukui Thaak               | -    |
| Sondhay Surya                   | -    |
| Bhorer Kuasha                   | -    |
| Baari Theke Paliye              | 1959 |
| Mriter Morte Agomon             | 1959 |
| Shakuntala                      | 1971 |
| Archana                         | 1972 |
| Chupi Chupi                     | -    |
| Aapanjan                        | 1968 |
| Maatir Putul                    | -    |
| Maa O Meye                      | 1969 |
| Raajpurush                      | 1987 |
| Prithibi Amare Chai             | 1957 |
| Sei Chookh                      | 1976 |
| Omor Prem                       | -    |
| Jibon Moron                     | 1983 |
| Surer Poroshe                   | 1957 |
| Punormilan                      | 1957 |
| Aparadhi                        | 1988 |
| Aamader Desh                    | -    |
| Dui Bondhu                      | -    |